# 胡安埃米利奧奧利里

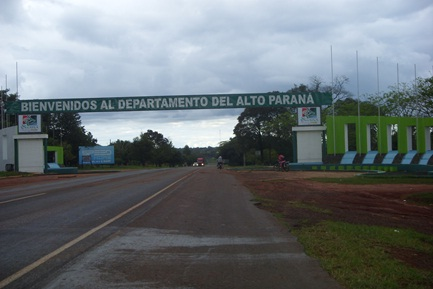

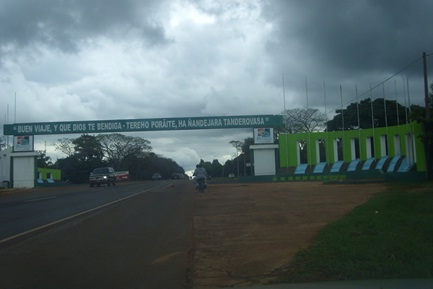

25°25′41″S 55°22′51″W / 25.42806°S 55.38083°W
胡安埃米利奧奧利里（西班牙語：Juan Emiliano O'Leary），是巴拉圭的城鎮，位於該國東部，由上巴拉那省負責管轄，距離亞松森250公里，始建於1968年10月30日，海拔高度257米，2002年人口16,367。